# Vertigo genesii
Vertigo genesii е вид коремоного от семейство Vertiginidae.

## Разпространение
Видът е разпространен във Великобритания, Германия, Италия, Латвия, Норвегия, Финландия, Швейцария и Швеция.